# 茨尼揚斯科耶水庫
慈念卡水库是白俄罗斯的人工水库，位于首都明斯克东北部，始建于1982年，长1.5公里、宽1.4公里，面积0.87平方公里，平均水深2.4米，最深处为7.5米。